# Walter Bowie
Walter Bowie (* 15. Oktober 1748 bei Nottingham, Prince George’s County, Province of Maryland; † 9. November 1810 in Collington, Maryland) war ein US-amerikanischer Politiker. Zwischen 1802 und 1805 vertrat er den Bundesstaat Maryland im US-Repräsentantenhaus.

## Werdegang
Walter Bowie war der ältere Bruder von Gouverneur Robert Bowie (1750–1818) und ein Großonkel des Kongressabgeordneten Thomas Fielder Bowie (1808–1869). Er besuchte zunächst die Rev. John Eversfield’s School in Nottingham und danach die öffentlichen Schulen in Annapolis sowie die Craddock’s School nahe Baltimore. Bowie war durch Erbschaft von seinem Vater ein reicher Großgrundbesitzer und bewirtschaftete seine Besitzungen. In den 1770er Jahren schloss er sich der Revolutionsbewegung an. 1776 war er Delegierter auf der verfassungsgebenden Versammlung von Maryland. Während des Unabhängigkeitskrieges war er zunächst Hauptmann und später Major in einer Kompanie aus dem Prince George’s County. Zwischen 1780 und 1800 saß er im Abgeordnetenhaus von Maryland. Ende der 1790er Jahre wurde er Mitglied der von Thomas Jefferson gegründeten Demokratisch-Republikanischen Partei. Zwischen 1800 und 1802 gehörte er dem Senat von Maryland an.
Nach dem Rücktritt des Abgeordneten Richard Sprigg wurde Bowie bei der fälligen Nachwahl für den zweiten Sitz von Maryland als dessen Nachfolger in das US-Repräsentantenhaus in Washington, D.C. gewählt, wo er am 24. März 1802 sein neues Mandat antrat. Nach einer Wiederwahl konnte er bis zum 3. März 1805 im Kongress verbleiben. Im Jahr 1803 wurde durch den Louisiana Purchase das amerikanische Staatsgebiet beträchtlich erweitert. 1804 wurde der zwölfte Verfassungszusatz ratifiziert. Im selben Jahr verzichtete Bowie auf eine weitere Kandidatur.
Nach dem Ende seiner Zeit im US-Repräsentantenhaus zog sich Walter Bowie aus der Politik zurück. Er starb am 9. November 1810 in Collington und wurde auf dem Familienfriedhof auf seinem Anwesen beigesetzt.